# Lysimachia ophelioides
Lysimachia ophelioides är en viveväxtart som beskrevs av William Botting Hemsley. Lysimachia ophelioides ingår i släktet lysingar, och familjen viveväxter. Inga underarter finns listade i Catalogue of Life.